# Maria Labia
Maria Labia (Verona, 14 de febrero de 1880-Malcesine, 10 de febrero de 1953) fue una soprano de ópera italiana, particularmente relacionada con papeles del repertorio operístico verista. Su hermana mayor fue la soprano Fausta Labia (1870-1935), de carrera relativamente corta (1892-1912), retirada poco después de su matrimonio con el tenor Emilio Perea.

## Biografía
Proveniente de una antigua familia de la burguesía que vivía en Verona, Maria Labia se educó en una escuela monástica en Pavía. Estudió canto con su madre, Cecilia Labia, quien también era cantante de ópera. Debutó profesionalmente en la Ópera Real de Estocolmo en 1905 interpretando el papel de Mimì en La bohème de Puccini. Dos años más tarde se unió a la Ópera Cómica de Berlín, donde interpretó numerosos papeles, incluido el papel principal en Tosca de Puccini, el papel principal en Carmen de Bizet, Marta en Tiefland y el papel principal en Salomé de Richard Strauss, entre otros papeles. En 1908 se unió a la Compañía de Ópera de Manhattan en la ciudad de Nueva York con la que cantó papeles durante dos años en la Ópera de Manhattan. Luego regresó a Italia, donde apareció en varios teatros bajo contratos independientes durante varios años. Se unió a la lista de La Scala en 1912 y se unió a la Ópera de París en 1913. En 1916 fue encarcelada durante un año en Ancona como sospechosa de ser agente alemana. Reanudando su carrera después de la guerra, cantó Giorgetta en la primera representación europea de Il tabarro (1919, Roma), repitiendo el papel ese año en Buenos Aires. También interpretó a Felice en la primera producción de La Scala de Los cuatro rústicos (1922) de Wolf-Ferrari, un papel que se convirtió en su favorito y en el que continuó apareciendo hasta 1936.
Tras retirarse de los escenarios, enseñó desde 1936 en el Conservatorio de Varsovia, más tarde en la Accademia Chigiana de Siena y Roma, y finalmente enseñó en su villa en el lago de Garda. Describió su vida y su carrera para Guardare indietro: che fatica (Verona, 1950), en la que se elogió la riqueza de su voz y la pasión dramática de su interpretación. Se decía que sus actuaciones en óperas veristas eran impulsivas y, en su día, «desvergonzadamente sensual». Usó su voz cálida, no especialmente grave, con especial confianza en el registro del pecho. Quedan algunas grabaciones tempranas de su Tosca y Carmen.
Falleció en 1953, a los 72 años de edad.